# Harriet Quimby

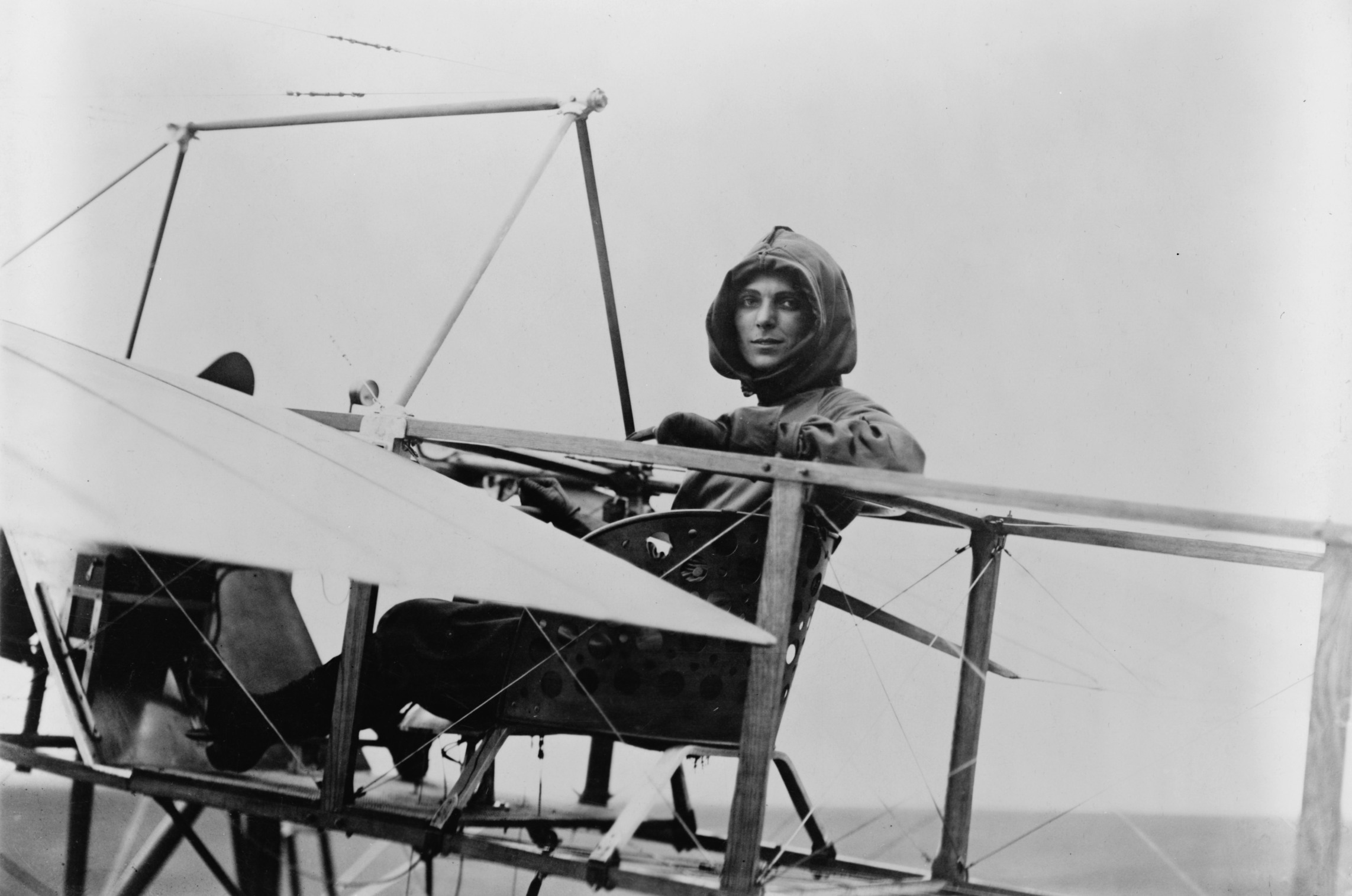
Harriet Quimby w samolocie Moisant

Harriet Quimby (ur. 11 maja 1875, zm. 1 lipca 1912) – pierwsza amerykańska pilotka. Jako pierwsza kobieta na świecie 16 kwietnia 1912 r. przeleciała nad kanałem La Manche. Jej wyczyn nie został szeroko odnotowany w prasie, ponieważ uwaga mediów skupiona była na tragedii statku „RMS Titanic” (15 kwietnia 1912 r.).
Zginęła w wypadku lotniczym pilotowanego przez siebie samolotu.